# Pavlovskij Posad
Pavlovskij Posad (rusky Павловский Посад) je město v Moskevské oblasti v Ruské federaci. Při sčítání lidu v roce 2010 měl přes třiašedesát tisíc obyvatel.

## Poloha a doprava
Pavlovskij Posad leží ve východní části Moskevské oblasti na řece Kljazmě, přítoku Oky v povodí Volhy.
Přes město prochází železniční trať z moskevského Kurského nádraží přes Vladimir do Nižního Novgorodu. Od Moskvy je přitom město vzdáleno přibližně pětašedesát kilometrů východně.

## Dějiny
První zmínka je z roku 1328 pod jménem Pavlovo. K povýšení na město došlo v 1844, kdy bylo Pavlovo sloučeno s několika okolními vesnicemi a přejmenováno na Pavlovskij Posad.

### Rodáci
- Vjačeslav Vasiljevič Tichonov (1928–2009), herec
- Valerij Fjodorovič Bykovskij (1934–2019), sovětský kosmonaut
- Natalja Anatoljevna Petrusjovová (*1955), rychlobruslařka
- Alexej Sergejevič Medveděv (*1977), fotbalista